# Chaetantromycopsis bambusae
Chaetantromycopsis bambusae är en svampart som beskrevs av H.P. Upadhyay, Cavalc. & A.A. Silva 1986. Chaetantromycopsis bambusae ingår i släktet Chaetantromycopsis, divisionen sporsäcksvampar och riket svampar.   Inga underarter finns listade i Catalogue of Life.